# Não Ouvo
Não Ouvo foi um podcast brasileiro, fundado em 2015 do gênero comédia, e ativo até 2021. Foi criado e é apresentado por Maurício Cid. A partir de 2019, foi um podcast exclusivo do Spotify.

## História
Não Ouvo foi lançado em agosto de 2015, derivado de um portal de humor chamado Não Salvo e assinado pela produtora Central3. Com cerca de dois meses de lançamento, e já popular, o podcast tornou-se independente. Em 2020, Não Ouvo viria a ser o podcast vencedor do prêmio MTV Millennial Awards Brasil e um dos com maior audiência no país.
Em 2019, foi anunciado que o podcast se tornaria exclusivo da plataforma de streaming Spotify.
O último episódio do programa foi "Não ouvo #266 - Blá Blá Blás e Monarkisses", que consta com a participação de Daniel Bayer. Em janeiro de 2023, o Não Ouvo saiu do catálogo do Spotify, e consequentemente, de todas as plataformas de streaming de podcasts.

## Desempenho
Não Ouvo esteve frequentemente entre os podcasts de maior audiência no Brasil. O podcast estreou na parada de Top Podcasts da Apple Podcasts em agosto de 2015, alcançando o pico de posição #4 em 9 de setembro de 2015 quando esteve sob a produtora Central3. Assim que se tornou independente, Não Ouvo manteve-se nas paradas, alcançando o #1 em 14 de maio de 2016.
Em 2018, Não Ouvo foi o 3º podcast de maior popularidade na plataforma CastBox.

## Programas
Dentro do Não Ouvo existiram diferentes séries, sendo esses:
Bicuda
Em 2017 surgiu o Bicuda para falar de esportes, com foco no futebol. Seus episódios trazem debates do ponto de vista de torcedores sobre rivalidade, atletas e acontecimentos. 
Se Eu Fosse Você
É o podcast apresentado por Maurício Cid e sua namorada Maju, onde toda semana um ouvinte anônimo envia um e-mail para pedir ajuda para resolver algum problema, seja ele pessoal, amoroso, profissional, familiar ou simplesmente alguma decisão difícil.
Inferno Astral
É o podcast oficial de astrologia do Não Salvo.
Xepa
É o podcast sobre culinária do Não Salvo. Apresentado por Lierson Mattenhauer e Maurício Cid, o programa se dedica a falar sobre comida, hábitos alimentares, problemas na cozinha e aplicativos de comida que salvam as madrugadas. 

## Fim do Não Ouvo e Ressurgimento não ofiicial

### Fim do Não Ouvo
Em janeiro de 2023, ao ser questionado por um fã, Cid alegou que Não Ouvo teve seu contrato encerrado pela falta de episódios, mesmo que tivesse outros programas do Não Ouvo ainda no feed, Cid também disse que havia os episódios salvos, mas não aconteceu mais nada além desse comunicado.

### Ressurgimento não oficial
No mesmo mês de janeiro de 2023, fãs se reuniram e começaram a se enviar episódios do Não Ouvo, e formaram um link no Google Drive, e em algum momento de 2024, a conta @INV4DER do Twitter, criou uma pagina no Spotify não oficial do Não Ouvo, em seguida enviou os episódios novamente, deixando o podcast no ar mais uma vez.

## Integrantes
Formação final
- Maurício Cid (2015–2023)
- Lucas Inutilismo (2018–2023)
- Matheus Canella (2018–2023)

Ex-integrantes
- Luide Hister (2015–2018)
- Igor Seco (2015–2018)
- Braian Rizzo (2015–2018)
- Rodrigo Magal (2018–2020)

## Prêmios e indicações
| Ano  | Premiação                    | Categoria | Trabalho | Resultado | Ref.          |
| ---- | ---------------------------- | --------- | -------- | --------- | ------------- |
| 2020 | MTV Millennial Awards Brasil | Podcast   | Não Ouvo | Venceu    | [ 8 ] [ 9 ]   |
| 2021 | MTV Millennial Awards Brasil | Podcast   | Não Ouvo | Indicado  | [ 10 ] [ 11 ] |